# تیرباران تپه‌های اوین
در ۳۰ فروردین ۱۳۵۴ نه تن از زندانیان سیاسی ایرانی که در حال گذراندن محکومیت خود بودند از سوی تیمی از مأموران ساواک به تپه‌های بیرون زندان اوین برده شده و تیرباران شدند. مقامات ساواک شاه اعلام کردند که این زندانیان در جریان تلاش برای فرار تیر خوردند.
| زندانی             | گروه                           | تاریخ دستگیری    | حکم محکومیت  |
| ------------------ | ------------------------------ | ---------------- | ------------ |
| بیژن جزنی          | سازمان چریک‌های فدایی خلق ایران | ۱۷ بهمن ۱۳۴۶     | ۱۵ سال زندان |
| عباس سورکی         | سازمان چریک‌های فدایی خلق ایران | ۱۷ بهمن ۱۳۴۶     | ۱۰ سال زندان |
| احمد جلیل افشار    | سازمان چریک‌های فدایی خلق ایران | ۲۵ بهمن ۱۳۴۶     | ۱۰ سال زندان |
| عزیز سرمدی         | سازمان چریک‌های فدایی خلق ایران | ؟                | ۱۰ سال زندان |
| حسن ضیاظریفی       | سازمان چریک‌های فدایی خلق ایران | زمستان ۱۳۴۶      | حبس ابد      |
| سعید کلانتری       | سازمان چریک‌های فدایی خلق ایران | ۱۷ بهمن ماه ۱۳۴۶ | ۱۰ سال زندان |
| محمد چوپان‌زاده     | سازمان چریک‌های فدایی خلق ایران | ۱۳۴۶             | ۸ سال زندان  |
| مصطفی جوان خوشدل   | سازمان مجاهدین خلق             | شهریور ۱۳۵۱      | حبس ابد      |
| سید کاظم ذوالانوار | سازمان مجاهدین خلق             | مهر ۱۳۵۱         | حبس ابد      |

## پیش زمینه
بیژن جزنی از ۱۹ دی ۱۳۴۶ با شدت گرفتن آمادگی امنیتی برای جشن‌های ۲۵۰۰ ساله شاهنشاهی و سه روز پیش از نخستین برنامه گروهش برای سرقت مسلحانه یک بانک بازداشت شده و در زندان بود. در پی حمله گروهی از چریک‌های گروه چریکی او و حسن ضیاظریفی در ۱۹ بهمن سال ۱۳۴۹ به پاسگاهی در سیاهکل (در نزدیکی لاهیجان، گیلان) که مخالفان شاه آن را رستاخیز سیاهکل می‌خواندند، اعضای باقیمانده گروه جزنی-ضیاظریفی فعالیت چریک‌های فدایی خلق را در اردیبهشت ۱۳۵۰ آغاز کرده بودند. فداییان که شبکه‌هایی در مشهد و اصفهان و سلول‌های کوچکتری در ساری، قزوین، تبریز و شیراز تشکیل داده بودند، در سال ۱۳۵۱ یک کارزار گسترده را آغاز کردند که تا ژوئن ۱۳۵۵ ادامه یافت. عملیات‌های آنان عمدتاً از طریق هوادارانشان در میان دانشجویان تبلیغ می‌شد. چریک‌های فدایی به پیروی از نظریه «تبلیغ مسلحانه» جزنی، اهدافی را که به دقت انتخاب شده بودند را مورد سوءقصد قرار می‌دادند تا به گروه‌های مشخص و دولت پیامی بفرستند. شایان توجه‌ترین عملیات‌های آنان شامل سوءقصد به سپهبد ضیا الدین فرسیو، محمد فاتح یزدی سرمایه‌دار در پی اعتصابات کارگری در کارخانجات نساجی او که به زدوخوردهای خشونت بار انجامیده بود و کارگران متعددی در آن کشته و زخمی شده بودند، علینقی نیک‌طبع بازجوی ساواک، حسین ناهیدی معاون ساواک استان خراسان، سروان یدالله نوروزی فرمانده گارد دانشگاه صنعتی آریامهر، عباسعلی شهریاری‌نژاد موسوم به مرد هزار چهره مأمور دوجانبه ساواک، و ابراهیم نوشیروانی پور، از اعضای سابق این گروه و متهم به همکاری با دولت بود. آنها همچنین برای گرامی داشتن سالگرد سیاهکل بمبگذاری‌هایی در یک ژاندارمری لاهیجان، پاسگاه ژاندارمری سلیمانیه تهران، مقر پلیس بابل، ساختمان‌های فرمانداری در رودسر، و استان خراسان انجام دادند. فداییان در همبستگی با رانندگان تاکسی چندین باجه راهنمایی و رانندگی را در تهران بمبگذاری کردند. آنان مکرراً با پلیس در نزاع خیابانی بودند.

## تیرباران
بازجویان ارشد ساواک به تلافی این حملات هفت فدایی و دو مسلمان عضو مجاهد خلق را که در حال گذراندن محکومیت خود بودند در بیرون زندان اوین تیرباران کردند و ادعا کردند آنان در جریان تلاش برای فرار تیر خوردند. بیژن جزنی، حسن ضیاظریفی، احمد جلیلی افشار، سعید کلانتری (مشعوف)، عزیز سرمدی، محمد چوپان‌زاده، و عباس سورکی هفت زندانی گروه جزنی/ فدایی و مصطفی جوان خوشدل، سید کاظم ذوالانواری دو مجاهد خلق بودند.
معلوم شد که سه تن از این نه تن واقعاً سعی به فرار کرده بودند. تلاش بچه گانه آنها در مرحله اول آن خنثی شده بود. ولی این نه نفر که تصور می‌رفت نظریه پردازان اصلی گروه‌های مسلح نوبنیان بودند به تلافی سوء قصد موفق رهبران ساواک، حکومت و تجار توسط چریک‌های فدایی، و به خاطر ارتباطاتشان با مبارزینی که آزاد مانده بودند اعدام شدند.
بهمن نادری‌پور، معروف به تهرانی، یکی از معروف‌ترین بازجویان ساواک پس از انقلاب ۱۳۵۷ دستگیر شد و شرح مفصلی از سوء قصد به این افراد را در تلویزیون بیان کرد. اپوزیسیون سال‌ها از این مسئله مطلع بود. این بازجو در جریان افشاگری‌ها روشن ساخت پرویز ثابتی، رئیس اداره کل سوم ساواک، با این که در این اقدام مستقیماً مشارکت نداشت نه تنها مطلع بلکه مغز متفکر آن بود. تهرانی از سوی دادگاه انقلاب اسلامی گناهکار شناخته و متعاقباً اعدام شد. ثابتی خود هر گونه نقشی در این واقعه را انکار می‌کند. او می‌گوید «آنچه در این پرونده اتفاق افتاد همان چیزی است که روزنامه‌ها در آن زمان گزارش کردند. افشاگری‌های دادگاه اسلامی پروپاگاندا است.»

## بازتاب‌ها
کمیسیون بین‌المللی قضات در گزارش سال ۱۹۷۶ خود در خصوص حقوق بشر و نظام حقوقی در ایران از این افراد و اعدام آنها یاد کرد.
عفو بین‌الملل در ۲۲ آوریل ۱۹۷۵ در تلگرافی به شاه ایران خواهان این شد که در خصوص مرگ هفت نفر که از سوی این نهاد زندانی عقیدتی اعلام شده بودند (ضیاظریفی، سورکی، سرمدی، کلانتری، جزنی، چوپانزاده و افشار) یک کمیسیون مستقل بررسی پزشکی تشکیل شود. این نهاد حقوق بشری اعلام کرد نسبت به اعتبار گزارش رسمی در خصوص مرگ این مردان تردیدهای جدی دارد. گزارش شده همگی این افراد پیش از محاکمه خود در شش سال پیش شدیداً شکنجه شده بودند و چندین تن از آنان بعدتر نیز شکنجه شده بودند.
داریوش همایون، آخرین وزیر اطلاعات شاه، کُشتن جزنی را جنایت خواند و نوشت «اعدام به عنوان «حق انحصاری حکومت برخشونت» (تعریف وبر) به اندازهٔ کافی ناپسند و افراطی است؛ ولی هنگامی که بیژن جزنی و هشت تن از سران چریک‌های فدایی خلق را به عنوان جلوگیری از اقدام به گریز، از پُشت به تیر بستند؛ خشونتی که به هر حال از نظر قانونی حق حکومت به‌شمار می‌رفت، به جنایتی آلوده شد که آثار خود را در اعدام‌های فوری ماه‌های پس از انقلاب ظاهر ساخت. حکومت از حوزهٔ خود بیرون رفت و شیوه‌های گانگستری را به خدمت گرفت.»